# Испанский референдум по Конституции Европейского союза

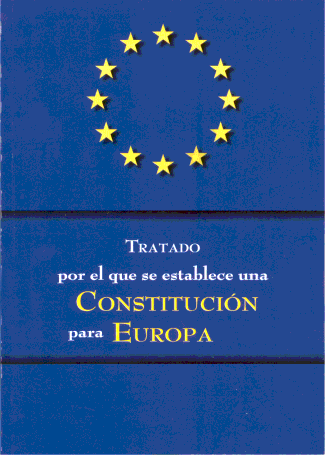
Договор о установлении Конституции Европы (исп.).

Испанский референдум по Конституции Европейского союза проводился 20 февраля 2005 года с целью выяснить, должна ли Испания ратифицировать предложенную Конституцию ЕС. В результате Конституция была одобрена с подавляющим преимуществом (77%) при явке в 42%, которая оказалась самой низкой со времени установления в Испании демократии в 1977 году. 
Вопрос, вынесенный на референдум, был следующий:

Одобряете ли Вы договор, устанавливающий Конституцию Европы?
Оригинальный текст (исп.)¿Aprueba usted el Tratado por el que se establece una Constitución para Europa?

Референдум носил лишь рекомендательный характер и не обязывал нижнюю палату парламента Испании Конгресс депутатов принимать т.н. Римский договор 2004 года, который устанавливал Конституцию Европы. Однако, уже 28 апреля 2005 года Конгресс депутатов ратифицировал Договор (319 голосов «За», 19 голосов «Против»). 18 мая 2005 года Договор был ратифицирован верхней палатой парламента (225 голосов «За», 6 — «против» и 1 — не участвовал).

## Результаты

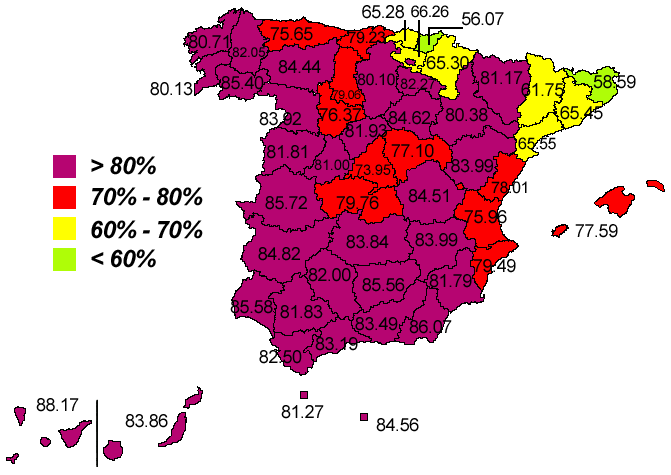
Результаты референдума по провинциям.

| Участие в референдуме: |            |        |
| Бюллетеней опущено     | 14,204,663 | 42.32% |
| Не голосовало          | 19,359,017 | 57.68% |
| Всего избирателей      | 33,563,680 |        |
| Опущенные бюллетени:   |            |        |
| Действительные         | 14,081,966 | 99.14% |
| Недействительные       | 122,697    | 0.86%  |
| Всего голосов          | 14,204,663 |        |
| Да и Нет:              |            |        |
| Да (за)                | 10,804,464 | 76.73% |
| Нет (против)           | 2,428,409  | 17.24% |
| Незаполненные          | 849,093    | 6.03%  |
| Всего                  | 14,081,966 |        |